# 해군 기념일

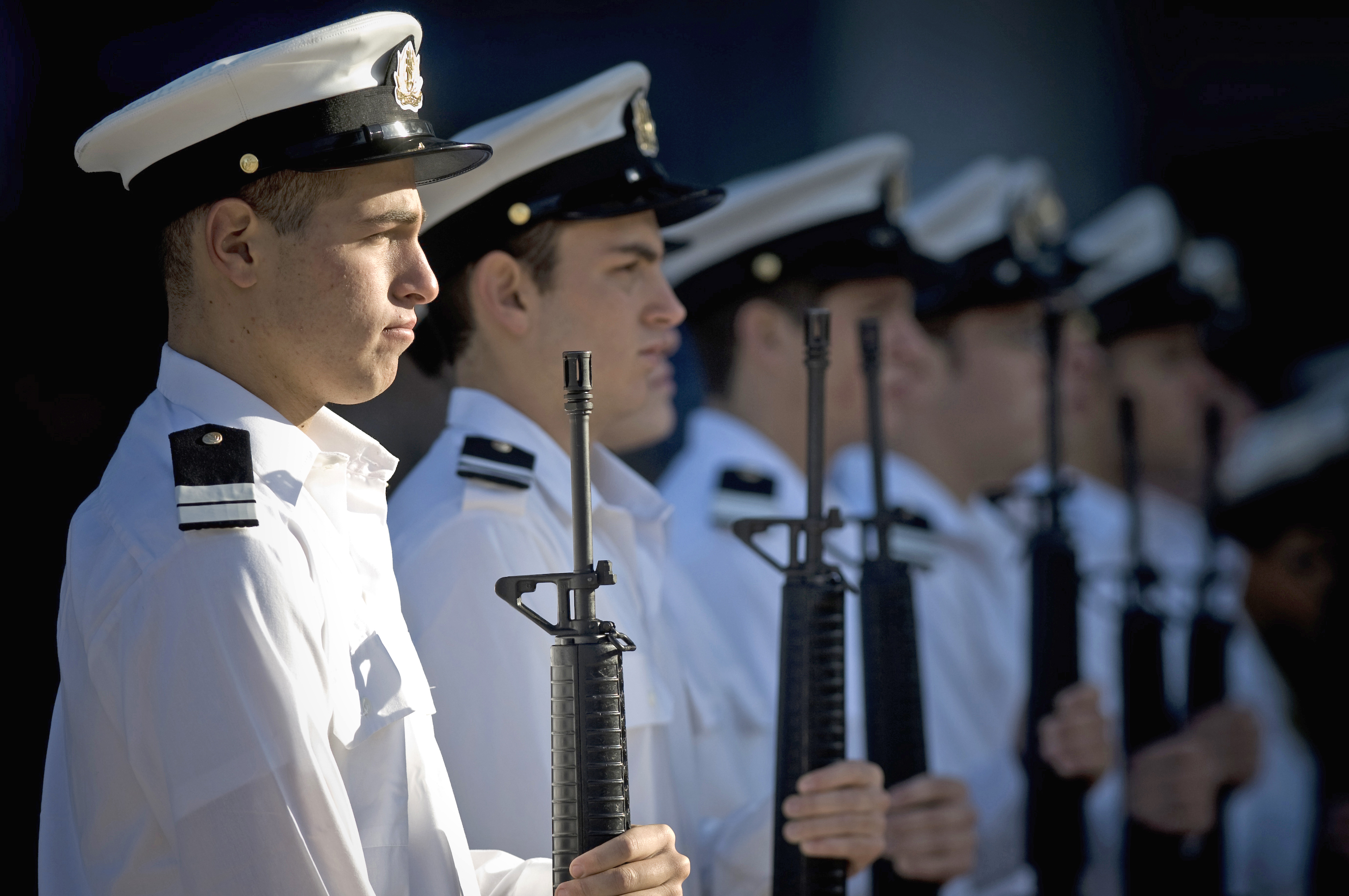
이스라엘의 해군 기념일

해군 기념일(海軍記念日)은 세계 각국에서 독자적인 해군을 위한 기념일이다.

## 나라별 기념일

### 일본
일본에서는 제2차 세계 대전 이전에 5월 27일을 해군 기념일로 했다. 1905년 5월 27일에 열린 쓰시마 해전을 기념하여 제정되었다. 1945년을 마지막으로 일본의 태평양 전쟁 패전에 의해 폐지되었다. 현재, 해상 자위대에서는 이날 전후에 축제 행사를 마련하고있다.